# كوهان (تيران وكرون)
كوهان هي قرية في مقاطعة تيران وكرون، إيران. عدد سكان هذه القرية هو 248 في سنة 2006.